# Lokomea
Lokomea is een bestuurslaag in het regentschap Timor Tengah Utara van de provincie Oost-Nusa Tenggara, Indonesië. Lokomea telt 903 inwoners (volkstelling 2010).